# Mica (Mureș)
Mica é uma comuna romena localizada no distrito de Mureș, na região histórica da Transilvânia. A comuna possui uma área de 63.90 km² e sua população era de 4776 habitantes segundo o censo de 2007.